# Zacatecas (állam)
Zacatecas egy közép-mexikói tagállam, mely jelentős ezüstbányászatáról ismert, valamint fontos helyszíne volt a mexikói forradalomnak is. Az állam fővárosát ugyancsak Zacatecasnak hívják. Északnyugaton Durango, északon Coahuila, keleten San Luis Potosí, délen Aguascalientes és Guanajuato, míg délkeleten Jalisco és Nayarit állam határolja.

## Népesség
Ahogy egész Mexikóban, a népesség növekedése Zacatecas államban is viszonylag gyors (bár üteme elmarad az országos átlagtól), ezt szemlélteti az alábbi táblázat:
| Év   | Lakosság  |
| ---- | --------- |
| 1990 | 1 276 323 |
| 1995 | 1 336 496 |
| 2000 | 1 353 610 |
| 2005 | 1 367 692 |
| 2010 | 1 490 668 |